# 케이티 러데키
케이티 러데키(영어: Katie Ledecky, 영어 발음: /ˈkeɪ̯t.i ləˈdɛki/)로 잘 알려진 캐슬린 제너비브 러데키(영어: Kathleen Genevieve Ledecky, 영어 발음: /kˈæθliːn ləˈdɛki/, 1997년 3월 17일~)는 미국의 수영 선수로 주 종목은 자유형이다. 2023년 7월 세계 수영 선수권 대회에서 16번째 금메달을 획득하며 마이클 펠프스를 제치고 가장 많이 금메달을 획득한 수영 선수가 되었으며 2024년 8월 기준으로 올림픽 금메달 8개와 세계 수영 선수권 대회 금메달 21개를 획득하며 가장 많은 금메달을 획득한 여자 수영 선수 기록을 가지고 있다. 여자 단거리와 장거리 800m와 1500m 자유형 세계 기록 보유자이며 2022년 아리안 티트머스가 기록을 경신하기 전까지 400m 장거리 세계 기록을 보유하고 있었고 또한 여자 500, 1000, 1650 야드 자유형 전미 최고 기록을 보유하고 있다.
15살에 2012년 하계 올림픽에서 국제 무대 데뷔전을 가졌고 여자 800m 자유형에서 금메달을 획득했다. 2016년 하계 올림픽에서 금메달 4개, 은메달 1개와 세계 신기록 2개를 획득했고 2020년 하계 올림픽에서 3개의 올림픽에서 모두 금메달을 획득한 첫 번째 미국의 여자 수영 선수가 되었다. 그녀는 2023년 세계 수영 선수권 대회 여자 800m 자유형에서 금메달을 획득하며 남녀 성별 불문 6번의 수영 선수권 대회 동일 종목 부문에서 금메달을 모두 획득한 수영 선수가 되었고 2024년 8월 기준으로 주요 수영 대회에서 총 49개의 메달(금메달 37개, 은메달 10개, 동메달 2개)을 획득했으며 16개의 세계 신기록을 세웠다.
러데키는 스위밍 월드 잡지가 선정하는 올해의 세계 여자 수영 선수에 5번 선정되었고 2017년과 2022년 AP 통신 올해의 여자 운동 선수에, 2014년과 2017년 레키프가 선정한 국제 여자 샹피옹 데 샹피옹에, 2013년, 2016년, 2017년에 USOC 올해의 여자 운동 선수에 선정되었다. 2017년 여성 스포츠 재단 선정 올해의 여자 운동 선수에 선정되었고 2022년 ESPY 최고의 여자 운동 선수 상을 받은 그녀는 2024년 미국의 대통령 조 바이든으로부터 대통령 자유 훈장을 받았다.

## 어린 시절과 경쟁적 경력
1997년 미국의 수도 워싱턴 D.C.에서 변호사 데이비드 러데키와 전 대학 수영 선수이자 병원의 관리자 메리 젠의 둘째로 태어났다. 메릴랜드주 베세다에서 성장한 러데키는 자신의 오빠 마이클과 함께 6세의 나이로 팰리세이디스 수영 & 테니스 클럽에서 경쟁적으로 수영을 시작하였다.
수영장의 활동을 위한 자신의 표면상으로 탐욕스러운 욕망과 함께 러데키는 유리 스구이야마 코치 아래 네이션스 캐피털 수영 가장 클럽에서 뛰어난 선수가 되었다.  2011년 스구이야마는 러데키에게 수영 경주가 열리는 동안 남자 수영 선수들에 의하여 공동적으로 이용된 기술인 더욱 적극적으로 뛰어난 발을 차는 것을 지시하였으나 여자 선수들에 드물게 보였다. 그 해 여름 스톤리지 학교에서 자신의 신입생 해가 시작되기 전에 러데키는 400m, 800m와 1500m 자유형 종목들에서 우승과 함께 미국 주니어 선수권을 지배하였다.

## 2012년 올림픽 발진
러데키는 2012년 미국 올림픽 선발 시합에서 자신의 시니어 데뷔를 하여 200m, 400m와 800m 자유형 종목들에 들어갔다. 미국 팀의 최연소 일원이 되는 데 800m에서 눈이 뜨는 우승으로 수술을 받은 15세를 위하여 최고 수준 경험의 부족이 지장되는 데 증명을 하지 않았다.
러데키의 추진력은 러데키가 800m에서 자신의 예선을 보측한 2012년 런던 올림픽에서 지속적으로 경쟁을 통하였다.  그러고나서 러데키는 결승전에서 물의 외부로 경쟁을 날려 금메달을 획득하는 데 8분 14.63초의 시간과 함께 재닛 에번스의 23년 미국 기록을 깼다.
후에 러데키는 우승을 하는 데 기대한 이들의 쉬운 신임을 표현하였다.  

## 세계의 거대한 수영 선수
새 코치 브루스 게멀의 지도 아래 러데키는 자신의 2012년 올림픽 경기는 단지 빙산의 끝이었다는 것을 보였다.  중거리와 장거리 양종목들을 우승하는 능력이 있는 것을 증명한 러데키는 2013년 세계 수영 선수권 대회에서 4개의 금메달을 획득하는 길에 800m와 1500m에서 세계 기록들을 설립하였다.  러데키는 2014년 팬퍼시픽 수영 선수권 대회에서 또 다른 4개의 금메달을 주장하였고, 2015년 세계 수영 선수권 대회에서 러데키는 주요 경연 대회에서 200m, 400m, 800m와 1500m를 우승하는 데 첫 여성 선수가 되었다.  러데키의 승리들은 가끔 거대한 차이들을 통하여 왔으며 러데키는 "올해의 FINA 수영 선수", "미국 올림픽 위원회 선정 올해의 올림픽 스포츠 여성"과 3회의 "올해의 골든 고글 여성 선수"로 명예를 얻어왔다.
챔피언 수영 선수는 2015년 스톤리지 학교로부터 자신의 졸업에 앞서 스탠퍼드 대학교에 받아들여졌으나 리우데자네이루에서 열리는 2016년 하계 올림픽을 위한 훈련에 전념하려고 입학을 미루는 데 선출하였다.  올림픽 경연 대회의 시작 전에 형성의 절정에 이루는 데 증명한 러데키는 2016년 1월 애리나 프로 수영 시리즈에서 800m 자유형에서 8분 06.69초의 시간과 함께 자신의 11번째 세계 기록을 세웠다.
추가적으로 러데키는 400m와 1500m 자유형에서 세계 기록 보유자로서 여름으로 향하였다.  전부의 주요 국제 경연 대회에서 패한 적이 없던 러데키는 자신의 이미 인상적인 금메달 수집에 추가하고 리우데자네이루 올림픽의 가까이에 의하여 미국 팀의 가장 축제적인 올림픽 선수들 주의 하나가 되는 데 기대하되었다.

## 리우데자네이루 올림픽
러데키는 리우데자네이루에서 실망하지 않았다.  자신의 첫 개인 종목인 여자 400m 자유형에서 러데키는 금메달을 획득하여 일찍이 경연을 지나 치솟았고, 자신 소유의 세계 기록보다 2초 낳았고 자신의 뒤로 2위로 들어온 선수보다 4초나 많은 시간과 함께 완료하였다.  러데키는 또한 자신의 동료 선수들이 여자 400m 자유형 계주에서 은메달을 따는 데 도움을 주었다.  러데키는 200m 자유형에서 또다른 금메달을 획득하러 가 2위로 들어온 스웨덴의 사라 셰스트룀을 쫓아냈다.
러데키는 지속적으로 800m 자유형 계영에서 최종 주자로서 지배하여 동료 선수들 앨리슨 슈밋, 리아 스미스와 마야 디라도와 함께 금메달을 획득하였다.  러데키는 또한 매력적인 승리에서 개인 800m 자유형에서 자신의 2012년 타이틀을 유지하였으며 8분 04.79초에 경주를 끝내 세계 기록을 깼다.  이 금메달을 획득하면서 러데키는 또한 1968년 멕시코시티 올림픽에서 데비 마이어에 의하여 성취가 이루어진 업적인 단 하나의 올림픽에서 3개의 개인적 자유형 종목들을 우승하는 데 2번째 여자 선수가 되었다.

## 같이 보기
- 올림픽 수영 여자 메달리스트 목록
- 올림픽 다관왕 목록
- 수영 세계 기록 목록
- 수영 자유형 400m 세계 기록 추이
- 수영 자유형 800m 세계 기록 추이
- 수영 자유형 1500m 세계 기록 추이